# Route nationale 25 (Colombie)
Pour les articles homonymes, voir Route nationale 25.
La route nationale 25 est une route nationale colombienne reliant le pont Rumichaca, situé à la frontière entre la Colombie et l'Équateur, à Barranquilla.